# Donis Escober
Donis Salatiel Escober Izaguirre (San Ignacio, 1981. február 3. –) hondurasi válogatott labdarúgó.